# Белшън (ледник)
Ледникът Белшън (76°23′ ю. ш. 145°10′ з. д. / 76.383333° ю. ш. 145.166667° з. д.) е леден масив – глетчер намиращ се на южния материк - Антарктида, като е разположен западно от Залив Блок между Планина Филипс и Планина Фосдик в Земя Мари Бърд. Ледникът е открит на 5 декември 1929, по време на Експедицията на Бърд и е кръстен на Бернт Белшън, шеф пилот на експедицията.